# Cantó de Tolosa-11
El cantó de Tolosa-11 és un cantó francès del departament de l'Alta Garona, a la regió d'Occitània. Està inclòs al districte de Tolosa, està format per una part del municipi que és cap del cantó i de la prefectura Tolosa de Llenguadoc.

## Barris
- Bagatèla
- Crotz de Pèira
- La Faoreta
- Laforgueta
- Papús
- Tabar
- Bòrda longa